# Civitella d'Agliano
Civitella d'Agliano là một đô thị ở tỉnh Viterbo trong vùng Latium của Ý, có cự ly khoảng 80 km về phía tây bắc của Roma và khoảng 20 km về phía đông bắc của Viterbo.
Civitella d'Agliano giáp các đô thị: Alviano, Bagnoregio, Castiglione in Teverina, Graffignano, Guardea, Montecchio, Orvieto, Viterbo.